# Deilanthe
Deilanthe (лат.) (возможное русскоязычное название — Дейланте) — род суккулентных растений семейства Аизовые (Aizoaceae), произрастающий на территории ЮАР (Капская провинция и Фри-Стейт).

## Название
Родовое латинское (научное) название Deilanthe происходит от греческих слов deile, что означает «вечер», и anthos, что переводится как «цветок». Это связано с тем, что цветки типового вида (Deilanthe peersii) открываются вечером.

## Ботаническое описание
Представители рода — почти бесстебельные хохлатые многолетники с толстым и прочным мясистым корневищем, глубоко укореняющимся. Листья супротивные, лопатчато-яйцевидные или лопатчато-ланцетные, от плоских до прямостоячих, окрашенные от темно-зеленых до красновато-коричневых, бархатистые.
Цветки расположены одиночно по три на цветоножке; открытие происходит поздно днем или вечером. Чашелистиков 5, почти одинаковых размеров. Лепестки располагаются в 3 или 4 рядах, свободные, от линейных до узколопатчатых, окрашенные от бледных до темно-желтых или серовато-лососевых, иногда с полосками белого цвета. Тычинки прямостоячие, образуют рыхлую цилиндрическую массу, имеют сосочковидную форму. Нектарники крупные, расположены в зубчатом кольце. Завязь уплощенная или слегка выпуклая сверху; базально-париетальные плаценты; рылец 8-12, прямостоячие, шиловидные. Плод представляет собой 8-12-гнездную коробочку, короткую обратноконическую форму, с верхушкой, приподнятыми швами; створки узко дельтовидные, с очень выступающим острым килем на внутренней стороне; кили расширяются, отходящие от основания, примерно до половины длины створки, каждый на конце со светлой остью, достигающей почти до кончиков створок, и с короткими, широкими перепончатыми краевыми крыльями у основания, попарно соединенными между створками; кроющие перепонки довольно жесткие, замыкательные тела маленькие. Семена имеют грушевидную форму и гладкую поверхность.

## Таксономия
Deilanthe N.E.Br., первое упоминание в Gard. Chron., ser. 3, 88: 278. 1930. Род входит в подсемейство Ruschioideae.

### Виды
Согласно данным сайта «Список растений Мировой флоры онлайн» на июнь 2023 года, род состоит из 3 видов:
- Deilanthe hilmarii (L.Bolus) H.E.K.Hartmann
- Deilanthe peersii (L.Bolus) N.E.Br. typus
- Deilanthe thudichumii (L.Bolus) S.A.Hammer